# Lepturacanthus
Lepturacanthus is een geslacht van straalvinnige vissen uit de familie van haarstaarten (Trichiuridae).

## Soorten
- Lepturacanthus pantului (Gupta, 1966)
- Lepturacanthus savala (Cuvier, 1829)